# Trachyopella novaeguineae
Trachyopella novaeguineae är en tvåvingeart som först beskrevs av Papp 1972.  Trachyopella novaeguineae ingår i släktet Trachyopella och familjen hoppflugor. Inga underarter finns listade i Catalogue of Life.